# Papieska Akademia Cultorum Martyrum
Papieska Akademia Cultorum Martyrum (łac. Pontificia Academia Cultorum Martyrum) – instytucja naukowa Stolicy Apostolskiej mająca za zadanie propagowanie kultu świętych męczenników oraz badania ich życia, kultu oraz związanych z nimi zabytków z pierwszych wieków chrześcijaństwa, w tym katakumb. Organizuje konferencje naukowe w badanych przez siebie dziedzinach oraz uroczystości religijne związane z kultem męczenników.
Papieska Akademia Cultorum Martyrum podczas Wielkiego Postu organizuje pielgrzymki do rzymskich kościołów stacyjnych związanych z kultem męczenników. 
Powiązana jest z Papieską Radą ds. Kultury. Jej siedziba mieści się przy S. Maria in Camposanto (Piazza Protomartiri Romani, 00120 Vatican). Sekretariat ulokowany jest w siedzibie Papieskiej Akademii Archeologii Rzymskiej przy Via Napoleone III 1.

## Historia
Kolegium Cultorum Martyrum (łac. Collegium Cultorum Martyrum) zostało utworzone 2 lutego 1879 przez świeckich naukowców zajmujących się badaniem starożytnego chrześcijaństwa. W późniejszym okresie otrzymało ono status akademii papieskiej. W 1995 zmieniono jest statut.

## Rektorzy
- Enrico Josi (1974? - 1975)
- ks. Carlo Carletti (1976 - 1979)
- ks. Amato Pietro Frutaz (1978 - 1980)
- o. Virginio Colciago B (1981 - 1987)
- prof. Antonio Quacquarelli (1987 - 1993)
- abp Emanuele Clarizio (1993 - 1996)
- o. Luigi Favero SM (1996 - 2001)
- prof. Fabrizio Bisconti (2001 - nadal)